# Omicidio della famiglia Bain
L'omicidio della famiglia Bain fu la morte per arma da fuoco di Robin e Margaret Bain e di tre dei loro quattro figli, Arawa, Laniet e Stephen, a Dunedin, Nuova Zelanda, il 20 giugno 1994. Gli unici sospettati furono David Cullen Bain, il figlio maggiore e unico sopravvissuto, e Robin Bain, il padre.
David Bain, 22 anni, venne accusato di cinque capi di imputazione per omicidio e, nel maggio 1995 venne dichiarato colpevole per ciascuno dei cinque capi di imputazione e condannato all'ergastolo con un periodo minimo per la libertà condizionale di sedici anni.
Il caso Bain è stato ripreso dall'uomo d'affari ed ex giocatore di rugby Joe Karam. Nel 2007, il team legale di Bain, guidato da Karam, ha ricorso in appello con successo al Consiglio Privato, il quale ha dichiarato che si era verificato un "sostanziale errore giudiziario". David Bain è stato rilasciato su cauzione nel maggio 2007. Il nuovo processo nel giugno 2009 si è concluso con la sua assoluzione da tutte le accuse.
La speculazione sul caso è continuata molto tempo dopo l'assoluzione di Bain, includendo se dovesse ricevere o meno un risarcimento per gli anni trascorsi in prigione. Ian Binnie, un giudice in pensione della Corte Suprema del Canada, è stato nominato, nel novembre 2011, per riesaminare le circostanze e consigliare al governo se dovesse essere pagato un risarcimento. Binnie ha concluso che la polizia di Dunedin ha commesso "errori eclatanti" e che le "circostanze straordinarie" nel caso giustificavano il pagamento del risarcimento. Questo rapporto è stato respinto dal ministro della Giustizia, su consiglio del giudice dell'Alta Corte Robert Fisher.
Nel marzo 2015, il governo ha incaricato Ian Callinan, un giudice in pensione dell'Alta Corte australiana, di condurre una seconda revisione della richiesta di risarcimento di Bain. La revisione di Callinan ha concluso che Bain non era innocente sulla base di una ragionevole probabilità, ma il governo ha effettuato un pagamento ex gratia a Bain di $ 925.000 per risolvere la questione.

## Contesto familiare
Robin Irving Bain e Margaret Arawa Cullen si sono sposati nel 1969 a Dunedin, Nuova Zelanda. Hanno avuto quattro figli: David (nato nel 1972), Arawa (nata nel 1974), Laniet (nata nel 1976) e Stephen (nato nel 1980).
Nel 1974 si trasferirono in Papua Nuova Guinea, dove Robin lavorò come insegnante missionario. La famiglia tornò quindi in Nuova Zelanda nel 1988. Tre anni dopo il suo ritorno, Robin divenne il preside della Taieri Beach School.
Nel giugno 1994, la famiglia viveva al 65 di Every Street, Andersons Bay, Dunedin. La casa era vecchia e 'semi-abbandonata'. In questo momento Robin e Margaret si erano separati.
David stava studiando musica e classica all'Università di Otago e lavorava part-time consegnando i giornali del mattino. Arawa frequentava una scuola di formazione per insegnanti (ex Otago Teachers' College, poi Otago University, School of Education) e Stephen era al liceo. Laniet aveva un lavoro part-time a Dunedin e viveva lontano da casa, ma era tornata nella residenza di famiglia la domenica sera del 19 giugno per una riunione familiare.

## Storia dell'omicidio
La mattina del 20 giugno 1994 alle 7:09, David Bain chiamò, in uno stato di angoscia, il numero di emergenza 111 dicendo all'operatore: "Sono tutti morti, sono tutti morti".
All'arrivo della polizia, vennero rinvenuti cinque membri della famiglia Bain morti, tutti feriti da arma da fuoco – Robin (58), sua moglie Margaret (50), le loro figlie Arawa (19) e Laniet (18) e il loro figlio Stephen (14). Venne trovato anche un messaggio digitato su un computer che diceva "scusa, sei l'unico che meritava di restare". Quattro giorni dopo, David, 22 anni, è stato accusato di cinque capi di omicidio.

## Processi

### Primo processo
Il primo processo di Bain durò tre settimane e si svolse presso l'Alta Corte di Dunedin nel maggio 1995.
La Corona ha avanzato che Bain abbia sparato fino a uccidere sua madre, le due sorelle e il fratello in ordine indeterminato prima di andare a fare la sua consegna dei giornali del mattino.
Bain ha testimoniato che dopo la sua consegna di giornali è rientrato in casa senza accendere le luci, è sceso al piano di sotto, in bagno, dove si è lavato le mani, che erano ricoperte di inchiostro nero da giornale, e ha messo dei vestiti in lavatrice.
Nel suo discorso di chiusura, il procuratore della Corona WJ Wright ha affermato che Bain avesse ucciso i propri familiari per ottenere la sua eredità, la quale i genitori avevano messo da parte per la nuova casa. Ricapitolando, il giudice Neil Williamson disse alla giuria che la Corona aveva affermato "... che questi eventi erano così bizzarri e anormali che era impossibile, per la mente umana, concepire una spiegazione logica o ragionevole".
In termini di movente venne presentato ben poco a favore di Robin. Dean Cottle, un testimone che avrebbe dovuto testimoniare sulla relazione di Laniet con suo padre, non si è presentato in tribunale quando è stato chiamato, e quando si è presentato, il giudice Williamson lo ritenne inaffidabile come testimone e si è pronunciato contro la confessione della sua testimonianza.
Al termine del processo, Bain è stato dichiarato colpevole dalla giuria per cinque capi di omicidio e condannato all'ergastolo con un periodo di sedici anni per la libertà condizionale.

### Appelli

#### Supporto di Joe Karam
L'ex giocatore All Black di rugby Joe Karam ha ritenuto che "qualcosa non andava" nel caso e ha guidato una lunga campagna per annullare le condanne di Bain. Ha visitato Bain in prigione più di 200 volte scrivendo quattro libri sul caso. Karam ha affermato nei suoi libri che "l'innocenza [di David] è l'unica conclusione possibile" e che era "totalmente innocente". Karam è stato successivamente descritto da alcuni media come un "combattente per la libertà" e il suo sostegno ha contribuito a realizzare un nuovo processo nel 2009.
La prima richiesta è stata presentata alla Corte d'Appello della Nuova Zelanda nel 1995, principalmente per verificare se il giudice del processo avesse commesso un errore nel rifiutarsi di ammettere la testimonianza di Cottle. La Corte ha rifiutato di ascoltare il ricorso in quanto "l'argomentazione della Corona è apparsa molto forte e la teoria della difesa non è affatto plausibile".
Nel giugno 1998, Bain ha presentato una petizione al Governatore Generale per la grazia, che è stata poi trasmessa al Ministero della Giustizia . Nel 2000, il ministro della Giustizia Phil Goff ha affermato che l'indagine aveva mostrato che "una serie di errori" potrebbe essersi verificata nel caso della Corona contro Bain.

#### Consiglio Privato
Nel marzo 2007, il team legale di Bain, incluso Karam, si è recato a Londra per esporre nove argomenti davanti al Consiglio Privato sul perché le sue condanne dovrebbero essere annullate. Due dei nove punti riguardavano lo stato mentale di Robin e il possibile movente. Gli altri sette punti riguardavano domande su particolari elementi di prova. Il Consiglio Privato ha affermato che c'erano notevoli dubbi sul fatto che Bain sarebbe stato condannato se le prove, scoperte dopo il processo, fossero state presentate alla giuria.
Il Consiglio Privato ha concluso che: "Secondo il consiglio, le nuove prove addotte in relazione ai nove punti ... prese insieme, portano alla conclusione che in questo caso si è effettivamente verificato un sostanziale errore giudiziario". Il Consiglio Privato ha annullato le condanne di Bain e ha ordinato un nuovo processo, notificando che nel frattempo avrebbe dovuto rimanere in custodia.
Il 15 maggio 2007, Bain ha ottenuto la cauzione dall'Alta Corte di Christchurch . Il giudice Fogarty ha affermato che, secondo la legge neozelandese, non c'era motivo per continuare la detenzione ed è stato rilasciato su cauzione a casa del suo sostenitore di lunga data Karam. Complessivamente, ha scontato quasi tredici anni di ergastolo con un periodo minimo di sedici anni per la libertà vigilata.

### Nuovo processo
Il nuovo processo ha avuto luogo presso l'Alta Corte di Christchurch, con la giuria che ha prestato giuramento il 6 marzo 2009 e Bain che si è dichiarato non colpevole delle cinque accuse di omicidio. La difesa ha sostenuto che Robin ha commesso gli omicidi e poi si è suicidato. Il processo è durato circa tre mesi e la giuria ha impiegato meno di un giorno per dichiarare Bain non colpevole di tutte e cinque le accuse.
Alcuni commentatori hanno messo in dubbio il comportamento dei giurati che hanno abbracciato Bain e hanno partecipato a una "festa della vittoria" dopo il verdetto. Chris Gallavin, docente di giurisprudenza presso l'Università di Canterbury, ha affermato: "Sebbene questo sia un comportamento insolito, l'intero caso è un caso insolito".
Dopo il nuovo processo, il Capo medico legale della Nuova Zelanda si è consultato con il medico legale locale e altri per decidere se condurre inchieste sulle morti, poiché il verdetto implicava che i certificati di morte potrebbero non essere accurati. Tuttavia non si sono svolte; un portavoce della Law Society ha sottolineato che anche se le conclusioni del medico legale non erano d'accordo con il verdetto del nuovo processo, ciò non avrebbe potuto portare a ulteriori azioni legali contro Bain.

## Compensazione
Nel marzo 2010 Bain ha presentato istanza di risarcimento per ingiusta detenzione. Il suo caso non rientrava nelle regole del Gabinetto sul risarcimento, il che significa che il governo non era obbligato a pagargli nulla, ma potrebbe farlo se fosse in grado di stabilire la sua innocenza sulla "base di una ragionevole probabilità" e fosse anche considerato la "vittima di eccezionali circostanze".

### Il rapporto di Ian Binnie
A causa dell'alta caratura mediatica del caso, il ministro della Giustizia Simon Power ha scelto un giudice d'oltremare – Ian Binnie , giudice della Corte Suprema canadese in pensione – per esaminare la domanda di risarcimento di Bain. Dopo un'indagine durata un anno, Binnie ha concluso, nel settembre 2012, che "sulla base di una ragionevole probabilità" Bain era innocente per gli omicidi del 1994 e doveva essere pagato un risarcimento per ingiusta condanna e reclusione". Quando il rapporto di Binnie fu completato, Simon Power si era ritirato dal Parlamento.
Judith Collins, il nuovo Ministro della Giustizia, non era d'accordo con le conclusioni di Binnie e ha chiesto feedback alla polizia, al procuratore generale ed ex giudice dell'Alta Corte Robert Fisher. Fisher ha concluso che Binnie aveva commesso errori di principio significativi e ha raccomandato di intraprendere un nuovo rapporto, riconoscendo che un nuovo rapporto potrebbe ancora raggiungere la stessa conclusione di Binnie. Collins accettò affermando che un altro rapporto sulla richiesta di risarcimento di Bain avrebbe dovuto essere commissionato. [55] Binnie ha obiettato alle critiche al suo rapporto, sostenendo di aver soppesato la totalità delle prove sia a favore che contro Bain. Ha detto che il governo stava chiaramente "guardandosi intorno" per trovare un rapporto che gli avrebbe consentito di evitare di pagare un risarcimento.
Nel gennaio 2013, Bain ha presentato un ricorso presso l'Alta Corte chiedendo un riesame delle azioni di Collins, sostenendo che la Collins avesse violato la giustizia naturale e il Bill of Rights Act della Nuova Zelanda. Nell'agosto 2014, Collins si è dimessa e Amy Adams è stata nominata nuovo Ministro della Giustizia. Il procedimento di revisione giudiziaria contro la Collins è stato interrotto nel gennaio 2015.

### Il rapporto di Ian Callinan
Un altro rapporto è stato commissionato e venne affidata la responsabilità di redigerlo a Ian Callinan, un giudice australiano in pensione. Il 2 agosto 2016, Adams ha annunciato formalmente che Callinan aveva ritenuto che Bain non fosse innocente "sulla base di una ragionevole probabilità". Tuttavia, a causa del team legale di Bain che ha indicato l'intenzione di impugnare la decisione, il governo ha deciso di effettuare un pagamento ex gratia a Bain di $ 925.000 per risolvere la questione.

### Opinione pubblica
La maggior parte degli intervistati ai sondaggi d'opinione condotti nel 2012, 2013 e 2015 pensava che Bain avrebbe dovuto ricevere un risarcimento per il tempo trascorso in prigione.

### Costo per il contribuente
Il costo totale per il contribuente del caso Bain è stato di quasi 7 milioni di dollari. Il nuovo processo del 2009 è costato più di $ 4 milioni, rendendolo il processo più costoso nella storia della Nuova Zelanda.
Dopo la sua assoluzione, Bain ha intrapreso una vacanza europea di tre mesi pagata dai suoi sostenitori. Dieci mesi dopo, si trovò in difficoltà a trovare lavoro e senzasoldi. L'avvocato difensore di Auckland Peter Williams QC ha affermato che Bain soffrirebbe dello stigma subito dagli ex detenuti che rientrano nel posto di lavoro.
Nel marzo 2012, Bain lavorava per uno studio di ingegneria ad Auckland. Nel settembre 2012 si è fidanzato con la sua ragazza, un'insegnante di scuola elementare di Christchurch, e si sono sposati il 10 gennaio 2014. Bain lavorava per una società di ingegneria di Christchurch nel momento in cui sua moglie ha dato alla luce un bambino il 3 dicembre 2014.
Nel maggio 2017 ha cambiato il suo nome per atto unilaterale in William Davies, prendendo il cognome di sua moglie.
Nel giugno 2017, la Corona ha iniziato a smaltire i reperti utilizzati nelle prove. La Legge della Corona decise che non aveva basi legali su cui trattenere gli oggetti appartenenti a Bain, e il suo fucile semiautomatico Winchester Model 490 calibro .22 e i suoi capi di abbigliamento gli sarebbero stati restituiti tramite Karam.

## Nella cultura popolare
I maglioni indossati da Bain durante il processo originale, lavorati a maglia da Margaret Bain su disegno di David, sono diventati un simbolo del caso Bain. Durante il nuovo processo, le magliette ispirate ai maglioni sono state vendute online.
Riflettendo l'alto livello di interesse pubblico per il suo caso, nel 2009 David Bain è stato dichiarato, dal motore di ricerca Internet Google, come il neozelandese più cercato dell'ultimo anno.
The December Brother, un'opera teatrale del 2010 prodotta da Tim Spite per il Downstage Theatre di Wellington, rappresentando la rievocazione degli omicidi della famiglia Bain. L'opera si basava sulle teorie avanzate dai team legali per la difesa e l'accusa durante i processi.
Black Hands, un podcast di 10 episodi che copre il caso, del giornalista di Christchurch Martin van Beynen, è stato lanciato il 20 luglio 2017. Un podcast sequel di un episodio, scritto e narrato anche da van Beynen e in risposta a un'intervista radiofonica dell'ex giudice Ian Binnie, è stato rilasciato il 17 settembre 2017.
La storia è stata raccontata da TVNZ nella serie televisiva del 2020 Black Hands, presentata in anteprima il 31 ottobre. I produttori hanno realizzato lo spettacolo contro i desideri della famiglia, con il programma incentrato sulle vite e sui conflitti della famiglia prima dell'omicidio.